# کریستین کاریون
کریستین کاریون (انگلیسی: Christian Carion؛ زادهٔ ۴ ژانویهٔ ۱۹۶۳) کارگردان فیلم، فیلم‌نامه‌نویس، و تهیه‌کننده فیلم اهل فرانسه است. وی از سال ۱۹۹۹ میلادی تاکنون مشغول فعالیت بوده‌است.
از فیلم‌ها یا برنامه‌های تلویزیونی که وی در آن نقش داشته‌است می‌توان به به هیچ‌کس نگو، کریسمس مبارک اشاره کرد.
وی همچنین برندهٔ جوایزی همچون لژیون دونور (شوالیه) شده‌است.